# Jeff Gladney
Jeff Gladney (New Boston, 12 dicembre 1996 – Dallas, 30 maggio 2022) è stato un giocatore di football americano statunitense che ha militato nel ruolo di cornerback per i Minnesota Vikings e gli Arizona Cardinals della National Football League (NFL).

## Carriera universitaria
Gladney passò il suo primo anno a TCU come redshirt, poteva cioè allenarsi con la squadra ma non scendere in campo, a causa di un infortunio subito nell'ultimo anno delle scuole superiori, mentre nei quattro anni successivi fu sempre titolare.  Nella sua penultima stagione Gladney giocò bene in marcatura, venendo inserito nella formazione ideale della Big 12 Conference da Pro Football Focus. Nel corso della sua carriera nel college football fece registrare 5 intercetti, venendo convocato per il Senior Bowl e nell'ultima stagione venne inserito nella formazione ideale della Big 12 dall'Associated Press.

## Carriera professionistica
Gladney fu scelto nel corso del primo giro (31º assoluto) del Draft NFL 2020 dai Minnesota Vikings. Debuttò come professionista nella gara del primo turno contro i Green Bay Packers e la settimana seguente mise a segno i primi 2 placcaggi contro gli Indianapolis Colts. La sua stagione da rookie si chiuse con 75 tackle e un fumble forzato, disputando tutte le 16 partite.